# Lorenzo de Zavala

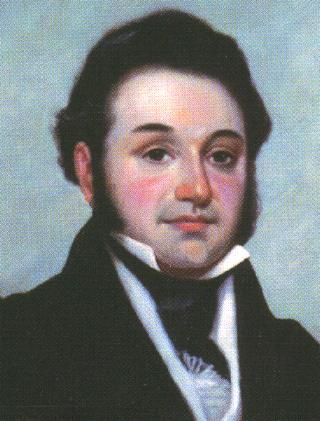
Lorenzo de Zavala

Manuel Lorenzo Justiniano de Zavala y Sáenz (Tecoh, 3 oktober 1788 - Houston, 16 november 1836) was een Mexicaans en Texaans politicus.
Zavala was geboren in Yucatán. Hij stichtte verschillende kranten, en vanwege zijn liberale denkbeelden werd hij gevangengezet door de Spaanse autoriteiten. In 1817 werd hij vrijgelaten. Drie jaar later werd hij gekozen als vertegenwoordiger in de Spaanse Cortes van 1820.
Na de onafhankelijkheid van Mexico diende hij in het Congres van de Unie en richtte hij de yorkino vrijmetselaarsloge op. Dit werd in feite een liberale politiek partij, die streefde naar verregaande federalisering. Toen Vicente Guerrero in 1829 de macht greep benoemde hij Zavala tot minister van financiën. Guerrero's regering werd echter al na een paar maanden omver geworpen door de conservatieve generaal Anastasio Bustamante, waardoor Zavala vluchtte naar de Verenigde Staten.
In 1832 keerde hij terug naar Mexico en werd gouverneur van de deelstaat Mexico. Een jaar later benoemde president Antonio López de Santa Anna hem tot consul in Parijs. Toen Zavala echter hoorde dat Santa Anna zichzelf dictatoriale volmachten had toegekend, trad hij af. Hij vertrok eerst naar New York en later naar Texas, waar hij in contact kwam met separatistische politici als Stephen Austin. Zavala was aanvankelijk federalist, maar werd voorstander van de onafhankelijkheid van Texas. Hij was een van de opstellers van de onafhankelijkheidsverklaring van de Republiek Texas en werd gekozen tot vicepresident van deze nieuwe republiek.
Een paar maanden nadat de Texaanse rebellen in de slag bij San Jacinto Santa Anna's leger versloegen, overleed Zavala aan een longontsteking. Zavala County en Zavala in Texas zijn naar hem genoemd.
- Biblioteca Nacional de España: XX1429552
- Bibliothèque nationale de France: cb12792195s (data)
- Gemeinsame Normdatei: 105669792X
- International Standard Name Identifier: 0000 0000 8349 5520
- Library of Congress Control Number: n80061269
- Nationale Bibliotheek van Israël: 987007439062705171
- Nederlandse Thesaurus van Auteursnamen: 067919820
- SNAC: w6pv6k4r
- Système universitaire de documentation: 083643400
- Trove: 1058054
- Virtual International Authority File: 361775
- WorldCat: E39PBJdWXqTTrwqpVdhhFTB773